# Wądroże Wielkie (gmina)
Pour la localité, voir Wądroże Wielkie.
Wądroże Wielkie est une gmina rurale du powiat de Jawor, Basse-Silésie, dans le sud-ouest de la Pologne. Son siège est le village de Wądroże Wielkie, qui se situe environ 13 km au nord-est de Jawor et 50 km à l'ouest de la capitale régionale Wrocław.
La gmina couvre une superficie de 89,15 km2 pour une population de 4 045 habitants.

## Géographie
La gmina est bordée par les gminy de Lelis, Łomża, Nowogród, Rzekuń, Śniadowo, Troszyn et Zbójna.
La gmina contient les villages d'Augustów, Bielany, Biernatki, Budziszów Mały, Budziszów Wielki, Dobrzany, Gądków, Granowice, Jenków, Kępy, Kosiska, Mierczyce, Pawłowice Wielkie, Postolice, Rąbienice, Skała, Sobolew, Wądroże Małe, Wądroże Wielkie et Wierzchowice.